# AH-64 (航空機)
AH-64 アパッチ
AH-64 アパッチ
- 用途：対戦車・対地攻撃
- 分類：攻撃ヘリコプター
- 製造者：マクドネル・ダグラス（現ボーイング）
- 運用者
  -  アメリカ合衆国（アメリカ陸軍）
  -  イスラエル（空軍）
  -  エジプト（エジプト空軍）
  -  ギリシャ（ギリシャ陸軍）
  -  アラブ首長国連邦（アラブ首長国連邦陸軍）
  -  サウジアラビア（サウジアラビア空軍）
  -  オランダ（オランダ空軍）
- 初飛行：1975年9月30日
- 生産数：1,174機
- 運用開始：1984年
- 運用状況：現役
- ユニットコスト：

  - AH-64A：2,000万USドル（2007年）
  - AH-64D：1,800万USドル（2007年）
- 派生型：AH-64D

AH-64は、マクドネル・ダグラス（現ボーイング）が開発した攻撃ヘリコプターである。アパッチ（Apache）の愛称は、アメリカ先住民のアパッチ族に由来する。

## 概要

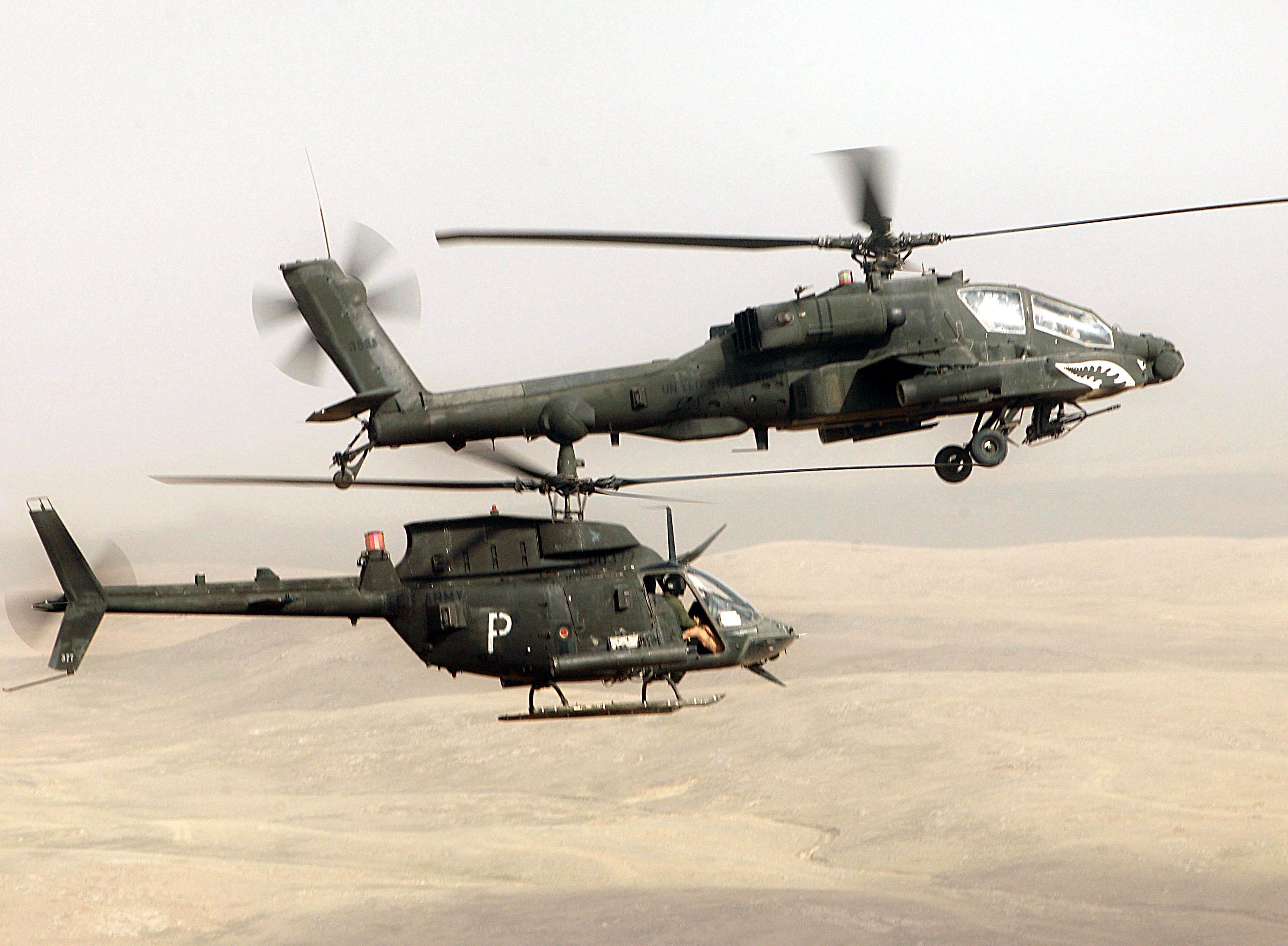
OH-58と共に飛行するAH-64

AH-1 コブラの後継機を開発するAAH（Advanced Attack Helicopter：発展型攻撃ヘリ）計画にて、ベル社のYAH-63との比較の結果1976年12月にアメリカ陸軍で採用された。一機あたりのコストは1,450万ドル。
固定武装にM230 30mmチェーンガンを持ち、ハイドラ70ロケット弾やヘルファイア対戦車ミサイルの運用が可能。強力なレーダー、それにバックアップされる火器管制装置やGPSなどの航空電子機器を搭載する。
派生型であるAH-64Dへの改修、新規生産も行われる。開発元であるヒューズ社は後にマクドネル・ダグラス社の傘下となり、マクドネル・ダグラス社も1997年にボーイング社と合弁したため、AH-64の生産や整備などはボーイング社が担当するようになった。

## 開発経緯

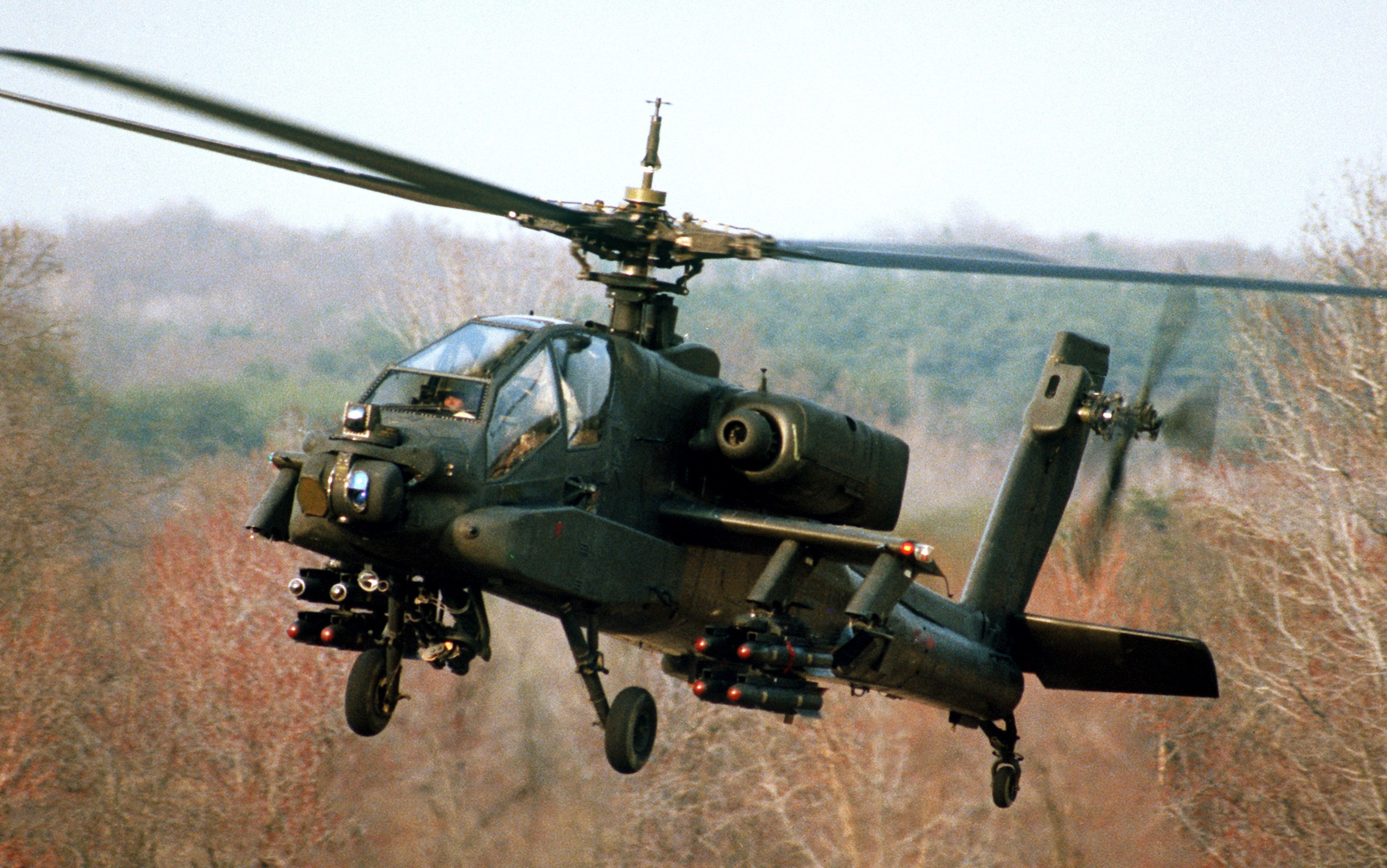
YAH-64

アメリカ陸軍は、ベトナム戦争でのベトナム民族解放戦線のゲリラ攻撃制圧用に、強力な武装を備えたヘリコプターを必要としており、AAFSS（発展型空中火力システム）と呼ばれる計画名により、本格的な攻撃ヘリコプターの開発を始めた。しかし、AAFSSはベトナム戦争には間に合わず、兵士が1人で携行・発射できる携帯型地対空ミサイルの実用化により、その開発計画自体が見直しの対象となった。また、ベトナム戦争で使用されたAH-1 ヒューイコブラは、AAFSSの実用化までの暫定的な攻撃ヘリコプターと位置づけており、アメリカ陸軍はAAFSSに代わる開発計画として、AAH（発展型攻撃ヘリコプタ）計画をまとめ上げ、1972年に発表された。1970年代に入りソビエト連邦を中心としたワルシャワ条約機構軍が戦車などの装甲戦闘車両の増強を図り、その脅威が増大したため、対戦車攻撃力が重視され、攻撃力と生存性を高めるため、高速性・低空飛行能力・高機動性を必要とし、コンピュータ化した目標指示装置を用いた統合型の兵器システムを使用することが要求されていた。
AH-56 シャイアンのような費用高騰を避けるため、計画はフェーズIとフェーズIIに分割され、フェーズIで機体を開発、フェーズIIで兵装や火器管制装置を開発する方針が採用された。計画には、ボーイング社、ロッキード社、ベル社、ヒューズ社などが参加し、フェーズIにはベル社とヒューズ社の設計案が採用された。ベル社のYAH-63（モデル409）とヒューズ社のYAH-64の競争試作となり、1975年に両社の原型試作機が完成、初飛行を成功させている。試験の結果、1976年末にYAH-64が採用され、AH-64 アパッチの制式呼称が与えられた。
フェーズIIでは、AH-64への搭載が決定されたロックウェル・インターナショナル社製のヘルファイア対戦車ミサイルに合わせた火器管制システムが開発された。これはノースロップ社とマーティン・マリエッタ社の競争試作となり、それぞれのシステムがAH-64の試作機に搭載され、テストが行われた。初めての試射は1979年10月にアリゾナ州ユマの試射場で行われ、以降の試験の結果、1980年4月にマーティン・マリエッタ社のシステムが採用された。
量産1号機は1984年にアメリカ陸軍に引き渡されている。

## 特徴

### 基本構造

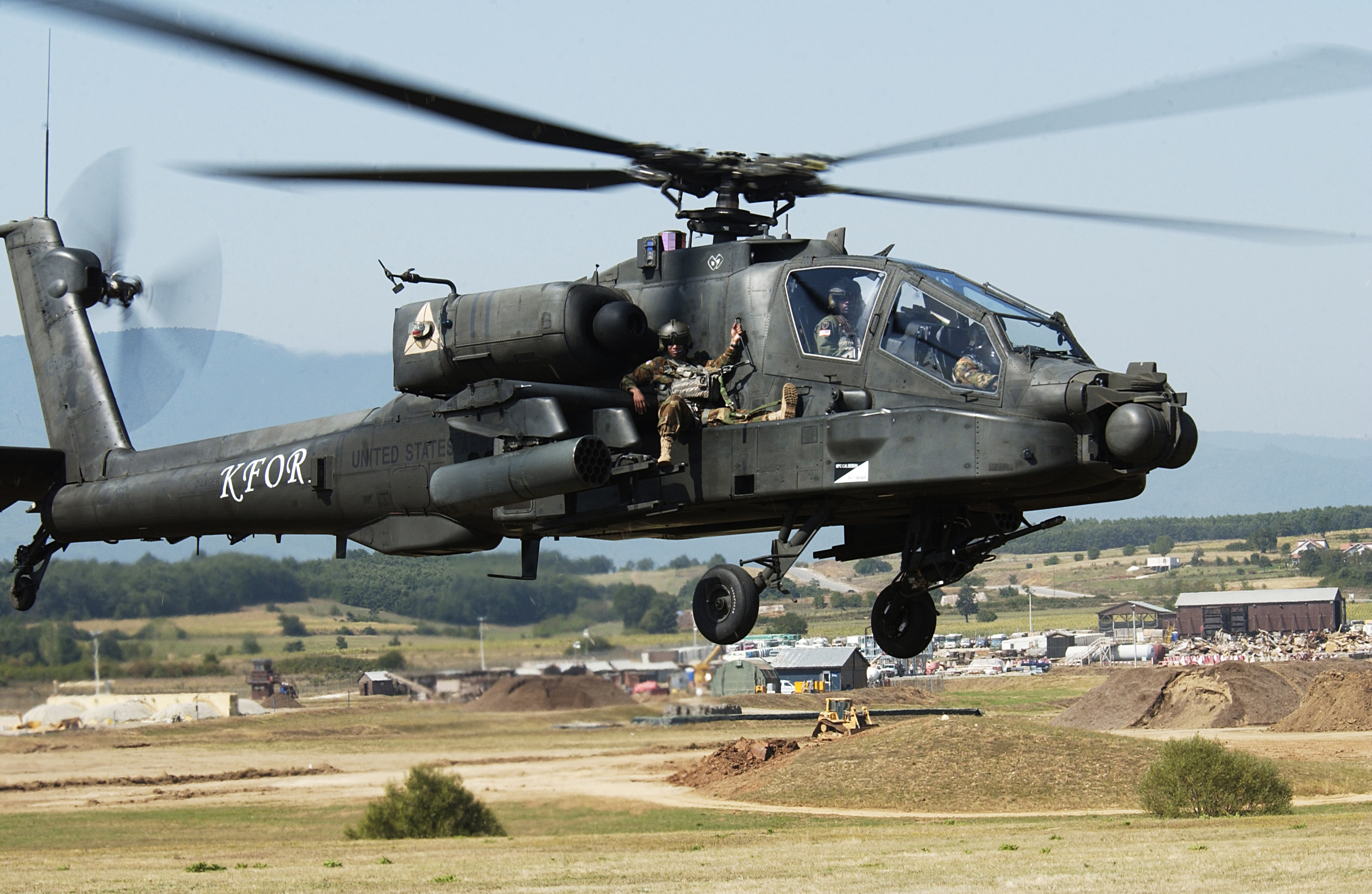
スタブウイング付近に歩兵を乗せたAH-64

メインローターは先端に後退角の付いた4枚で、ステンレス・スチールと複合材を多用している。テールローターも同じく4枚で、騒音低減のために交差角60°でX字型に重ねた特殊な形態をしている。胴体に取り付けられたスタブウイングには前縁フラップが設けられており、輸送機への積み込みを考慮して取り外しも可能である。
操縦席周辺にはボロン・カーバイド製の装甲板が装着され、強化構造のフレームが乗員を保護するよう設計されている。前席と後席の間には破片や爆風を遮る透明なブラスト・シールドが設置され、被弾した際に二名の乗員が同時に負傷する事を防止している。操縦系統は油圧式だが、被弾を考慮し電気式操縦系統も設けられている。
墜落時に乗員を守るため、座席にもセラミック製装甲が取り付けられ、着陸脚や機関砲、胴体下部は墜落時の衝撃を吸収する構造となっている。
エンジンやトランスミッションなどには、構造材として7049アルミ合金製の装甲板が使用され、対弾性を高めている。7049アルミニウム合金は機体の桁材、外皮にも使用されており、構造自体へのダメージを軽減し、容易に修復可能なものとなっている。メインローターにはステンレス鋼と複合材が用いられ、23mm砲弾が直撃しても最低30分間飛行が可能な設計となっており、メイントランスミッションは被弾によって潤滑油が全て損失しても、30分は作動する設計である。
燃料タンクは自己漏洩防止式（セルフ・シーリング方式）を採用しており、30mm機関砲の弾倉の前後に容量が587Lと833Lのものが配置される。燃料を消費してタンク内に隙間ができた際、その空間に引火性の混合気が充満することを避けるため、AH-64には自動的に窒素ガスを注入する装置が備えられている。
エンジン排気口には、排気に周囲の常温空気を混入させて温度を下げる赤外線サプレッサーが装備されている。これはブラック・ホールと通称され、赤外線誘導方式の対空ミサイルの回避に有効とされる。

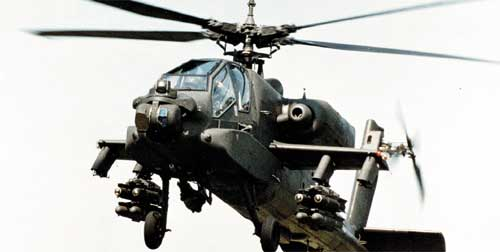
ヘルファイア対戦車ミサイル8発を搭載するAH-64
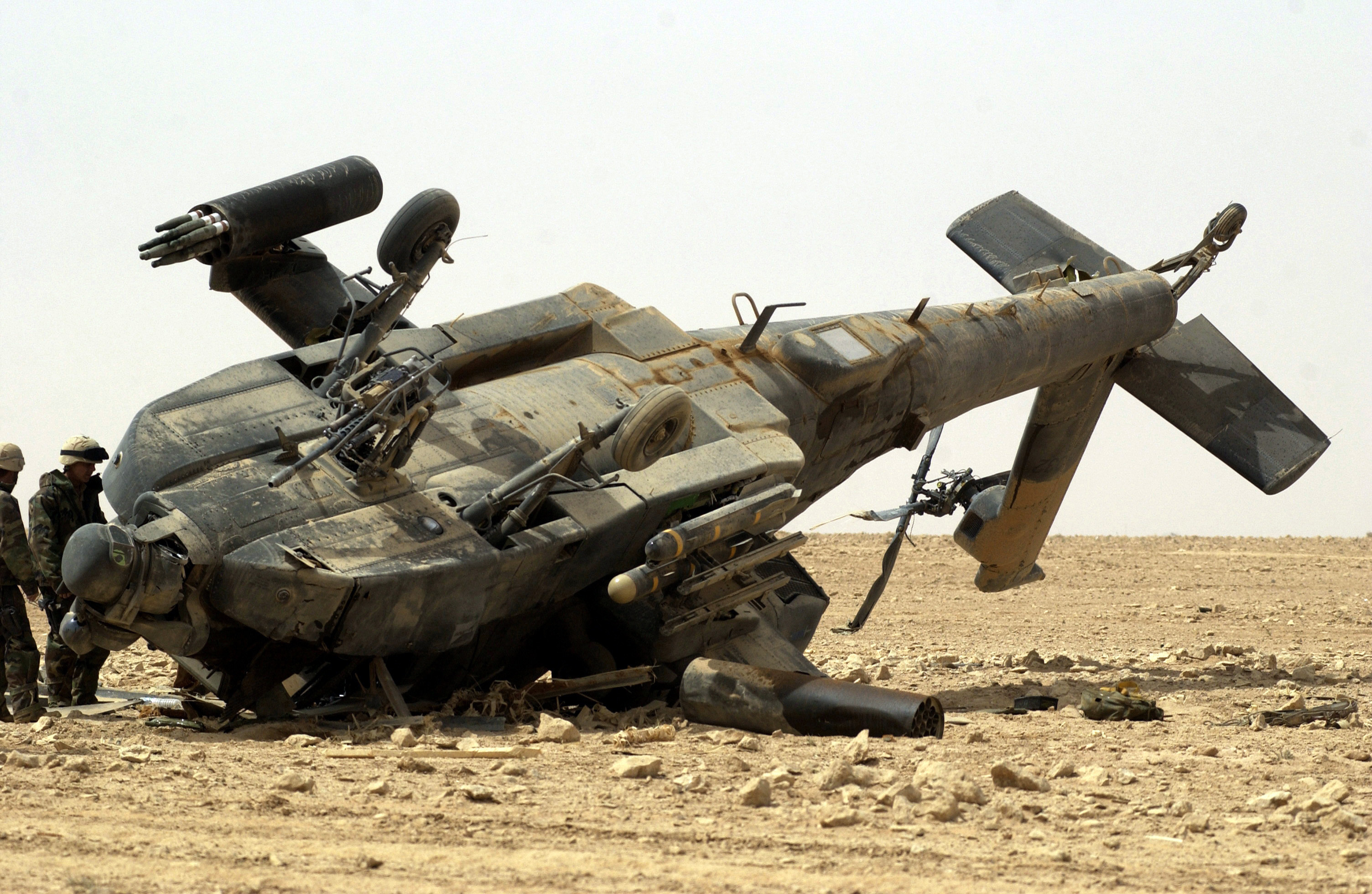
着陸に失敗して横転したAH-64 機体は原型を留めているのが分かる （2003年）

### 火器管制システム
AH-64は最前線で活動できるように計画され、夜間の作戦や悪天候時にも対応できるよう考慮された設計であり、機首部の先端のターレットに装備された、AN/ASQ-170目標捕捉・指示照準装置（TADS）と操縦士用の暗視装置であるAN/AAQ-11パイロット暗視センサー（PNVS）を中心に構成された火器管制システム（FCS）を備えるほか、ハニウェル社製のIHADSS（Integrated Helmet And Display Sight System：統合化ヘルメット・表示標準システム）を備えている。
IHADSSは操縦士と副操縦士兼射撃手のヘルメットに飛行情報を右眼前に装着された片眼鏡の円形レンズのディスプレイに表示するものであり、戦闘機のヘッドアップディスプレイ（HUD）の同様の機能をもつシステムである。4つの異なるモードの表示機能を持っており、
後述する高度・方位・速度などの飛行データのほかに、目標ロックやTADSとPNVSの情報を表示することも可能である。
TADSは前席に搭乗する副操縦士兼射撃手用の機器で、機首部の先端のターレット下部に装備されており、TADSの左側には目視光学標準器（DVO）・TVセンサー・レーザー・スポット追跡装置・レーザー測距/指示装置が、右側には夜間戦闘用の前方監視赤外線装置（FLIR）が装備されており、ターレットにより上方30°、下方60°、左右120°まで旋回か可能である。操作用レバーによって操作されるが、射撃手のIHADSSとも連動して操作が可能である。昼間は直接光学視野またはTV視野が使用され、直接光学視野は範囲3.5度で拡大率18.2の狭視野と範囲18度で拡大率3.5の広視野に切替えることが可能であり、TV視野は範囲0.9度の狭視野と広視野に切替えることが可能である。夜間はFLIRが使用され、視野を狭（3.5度)・中(10.2度)・広(50度)の3段階に切替が可能である。TADSは戦術・天候・視程条件により、射撃手が直接光学視野・TV視野・FLIRの3種類のセンサーのいずれかまたは組み合わせを選んで使用される。また、3種類のセンサーの情報は、射撃手のIHADSSにも表示が可能であり、射撃手はこれを操作し目標の捜索を行い、発見後にTADSをその目標に捕捉させれば、その後は手動または自動で目標を追跡する。
後席に搭乗する操縦士はパイロット暗視センサー（PNVS）を主に使用するが、状況に応じてTADSも使用できる。PNVSの映像は、操縦士のIHADSSに表示され、高度・方位・速度などの飛行データも投影される。PNVSは、機首部の先端のターレット上部に装備されており、操縦士のIHADSSに連動して上方20°、下方45°、左右各90°まで旋回可能で、広い視野が確保されている。また、PNVSが故障した場合には、TADSのFLIRにより、操縦士に暗視画像を表示して、その後の操縦を可能とするバックアップシステムをもっており、PNVSや機首下の30mm機関砲の照準は、操縦士のIHADSSの向きに連動させることができる。ロケット弾発射の場合は、IHADSSのディスプレイに照準シンボルと予想着弾地点が表示される。
また、TADSまたはPNVSの情報は、前後席に装備された表示装置により、ビデオ出力映像として表示される。
ヘルファイア対戦車ミサイルを使用する場合は、レーザー測距/指示装置でレーザーを目標に照射する。これはレンジファインダー（測距儀）も兼ねており、パルス・レーザーの照射によって目標までの距離を測ることもできる。夜間での発射では、前方監視赤外線装置（FLIR）が使用される。
TADS、PNVS、IHADSSによって得られた情報は、火器管制システム（FCS）に集約される。FCSには操縦系統のほか、電波高度計、方位・姿勢表示システム、地表面誘導装置、ASN-128慣性航法装置などの電子機器が搭載され、それらの情報を統合・演算する事で射撃精度を高める。

### ビデオ
- 米国AH-64 アパッチの空襲 、イラク武装勢力を撃つ（2004年）[1]
- AH-64 アパッチ 対ターリバーン、アフガニスタン

### 武装

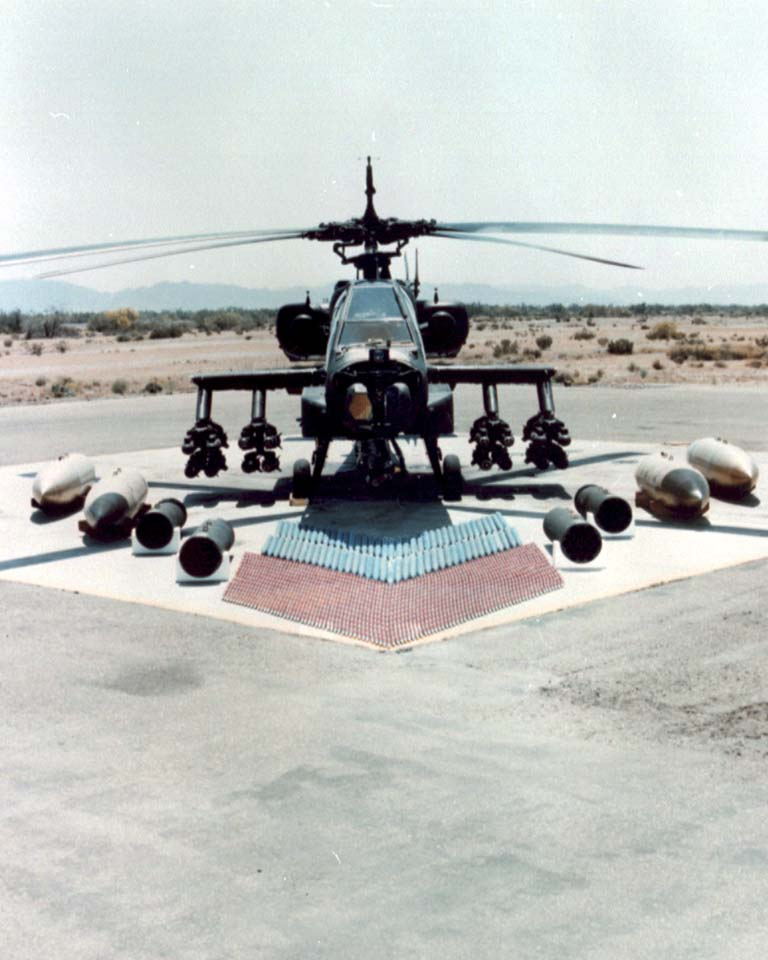
AH-64 アパッチの武装

固定武装として、機首下にM230 30mmチェーンガン1門を備える。搭載弾数は最大1,200発で、最大射程は約3,000m。砲身は上方11°、下方60°、左右各100°まで旋回可能で、照準は射撃手のTADSを用いる。
胴体両測面のスタブウイングに設置された兵装パイロンの位置は、機体の重心位置に近くに配置されており、兵装を搭載した際の兵装重量を重心位置の近くにすることで、空虚時と満載時の飛行特性をほぼ同じにしている。兵装パイロンは2ヶ所に兵装を搭載可能であり、内側パイロンにAGM-114 ヘルファイア対戦車ミサイルを1組4発で計8発を、外側パイロンに2,75inロケット弾を19発装備したM261ロケット弾ポッドを1本の計2本を搭載するが、内側と外側の兵装を入替えることが可能であり、また、ロケット弾ポッドのみなら計4本の搭載も可能であり、ヘルファイアのみなら最大16発搭載も可能である。また、ヘルファイアはAH-1のBGM-71 TOWの様に有線誘導ではないため、母機の生存性向上に寄与している。発射後にロックオンを行うことも可能で、母機の姿を敵に曝さないまま発射もできる。
母機以外のレーザー照射でも誘導可能だが、照射装置が一台の場合は数秒の発射間隔をおく必要がある。この多彩な発射モード故に、射撃手への負担も大きい。
2,75inロケット弾のみの場合、最大76発搭載できる。1985年からは飛翔中に信管の調整が可能なハイドラ70 FFARロケット弾が採用された。
追加装備として、スタブウイング両端にはAIM-92、AGM-122、AIM-9などの空対空ミサイルを搭載できる。
これらの重装備、重装甲から空飛ぶ戦車とも評される。

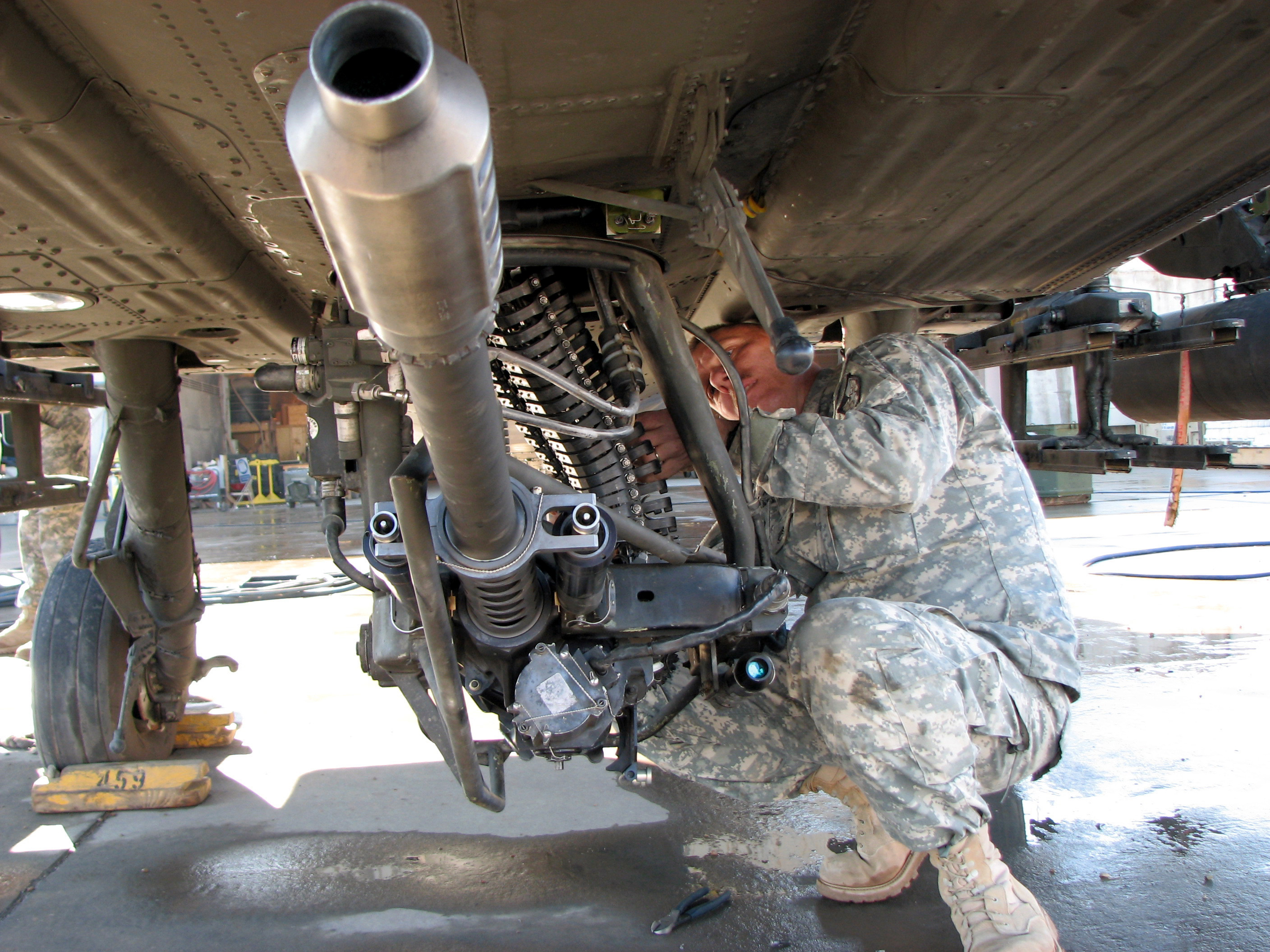
M230 30mmチェーンガン
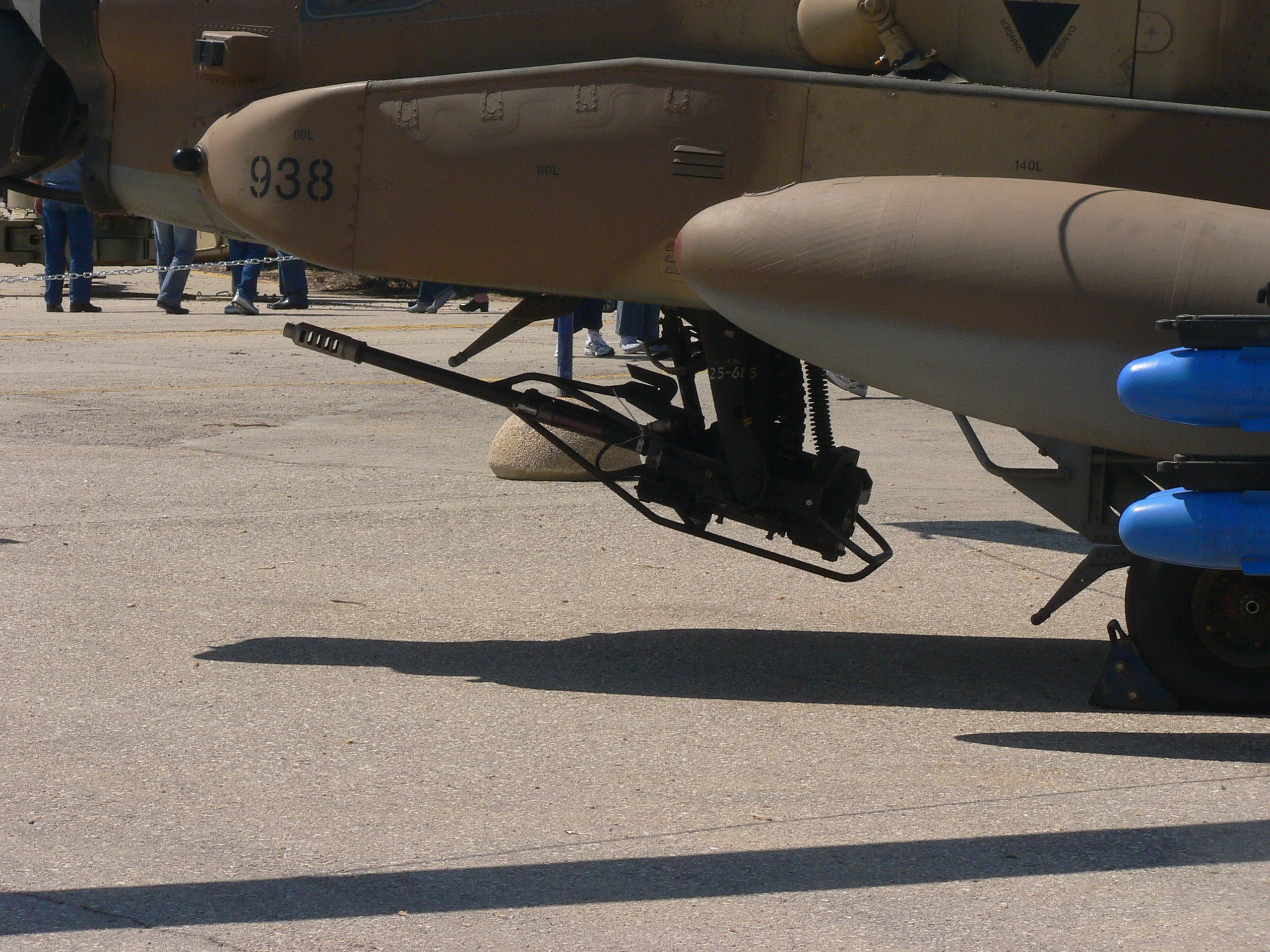
機首下に搭載されたM230 30mmチェーンガン
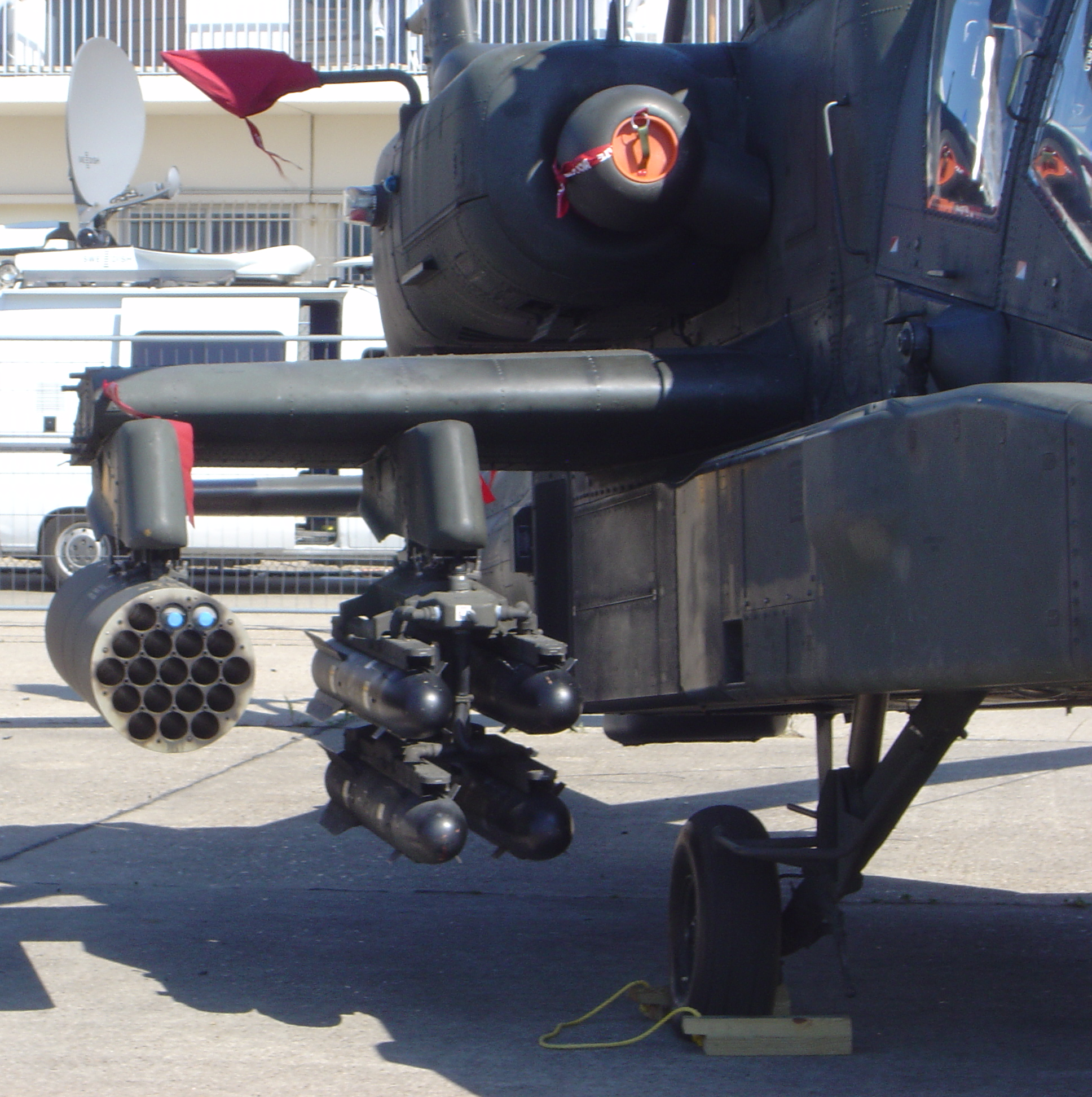
内側パイロンにヘルファイア対戦車ミサイルと外側パイロンにハイドラ70ロケット弾を19発装備したM261ロケット弾ポッドを装備

### エンジン
エンジンはゼネラル・エレクトリック社製のGE/T700-701ターボシャフトエンジンを2基搭載し、総出力は3,329shp。通常、ヘリコプターのエンジンはトランスミッションとの関係で最大出力より低めの設定で使用されるが、AH-64は空中戦などの緊急時には、エンジンの最大出力で飛行する事が可能である。

## アメリカ陸軍での運用

### 概要
AAH（Advanced Attack Helicopter：発展型攻撃ヘリ）計画によりAH-64Aを制式に採用、1984年1月よりアメリカ陸軍への引き渡しが開始された。当初は675機の調達を予定したが、1機約950万ドルと高価であるために最終的な調達数はその当初から不透明となった。
調達中にAH-64Dの調達に切り替わったため、すでに調達が行われたAH-64AがAH-64Dへ改修・改造が施された結果、A/D型を含めた総数は743機となった。改修計画では、アメリカ陸軍の保有するAH-64Aが全機、AH-64Dに改修される予定となっている。
1980年代後半にはアメリカ海軍向けのAH-64の提案があった。計画では機首にレーダーを搭載し、対艦ミサイルの運用能力を持たせた対艦・対空任務を展開しうる機体とされたが、最終的には採用が見送られている。
2023年4月27日、アラスカ州で戦闘訓練中の2機が空中衝突を起こして墜落。乗員3人が死亡、1人が負傷した。全パイロットに一時飛行禁止命令が出されるきっかけともなった。

### 実戦投入
実戦初参加は1989年のパナマ侵攻であった。夜間の地上部隊支援に従事し、同じく実戦初投入となったヘルファイアミサイルで7個の目標を撃破した。
AH-64が一躍有名となったのは1991年の湾岸戦争である。約280機のAH-64が投入され、イラクのレーダー施設など最重要目標や陣地、イラク軍のT-72戦車や装甲車など戦闘車両800両以上を破壊する戦果を上げた。一方で、AH-64は砂漠の作戦用には作られておらず、数時間の飛行で2/3以上が修理や調整を必要とする状況になった。
2001年からのアフガニスタン紛争では、ターリバーンへの攻撃を実施。その性質上、重装甲目標と相対することがほとんどなかったため、ヘルファイアミサイルの搭載量を減らしロケット弾や機関砲を主武装として戦った。国土の大半が2,000～3,000m級の山岳地帯である上に夏場は気温が35℃にもなるアフガニスタンはヘリコプターの運用には厳しい環境であり、AH-64も機体性能が低下しペイロードを減らして飛ばなければならないなど機体性能の限界が露呈することとなり、E型への改良に活かされた。
2003年からのイラク戦争におけるAH-64の戦例の1つとしてはイラク軍の戦車部隊に大打撃を与えた一方で、3月24日のナジャフにおける戦闘ではゲリラの待ち伏せを受け一部隊32機中29機が損傷、1機が撃墜、1機が不時着後破壊され、部隊は稼働機が1機のみとなる事実上の壊滅状態に陥った。しかし予備部品の補給が迅速に行われた結果、24時間で2機、96時間で12機が作戦可能状態に復帰し、1週間後には半数の15機にまで回復した。

## 派生型

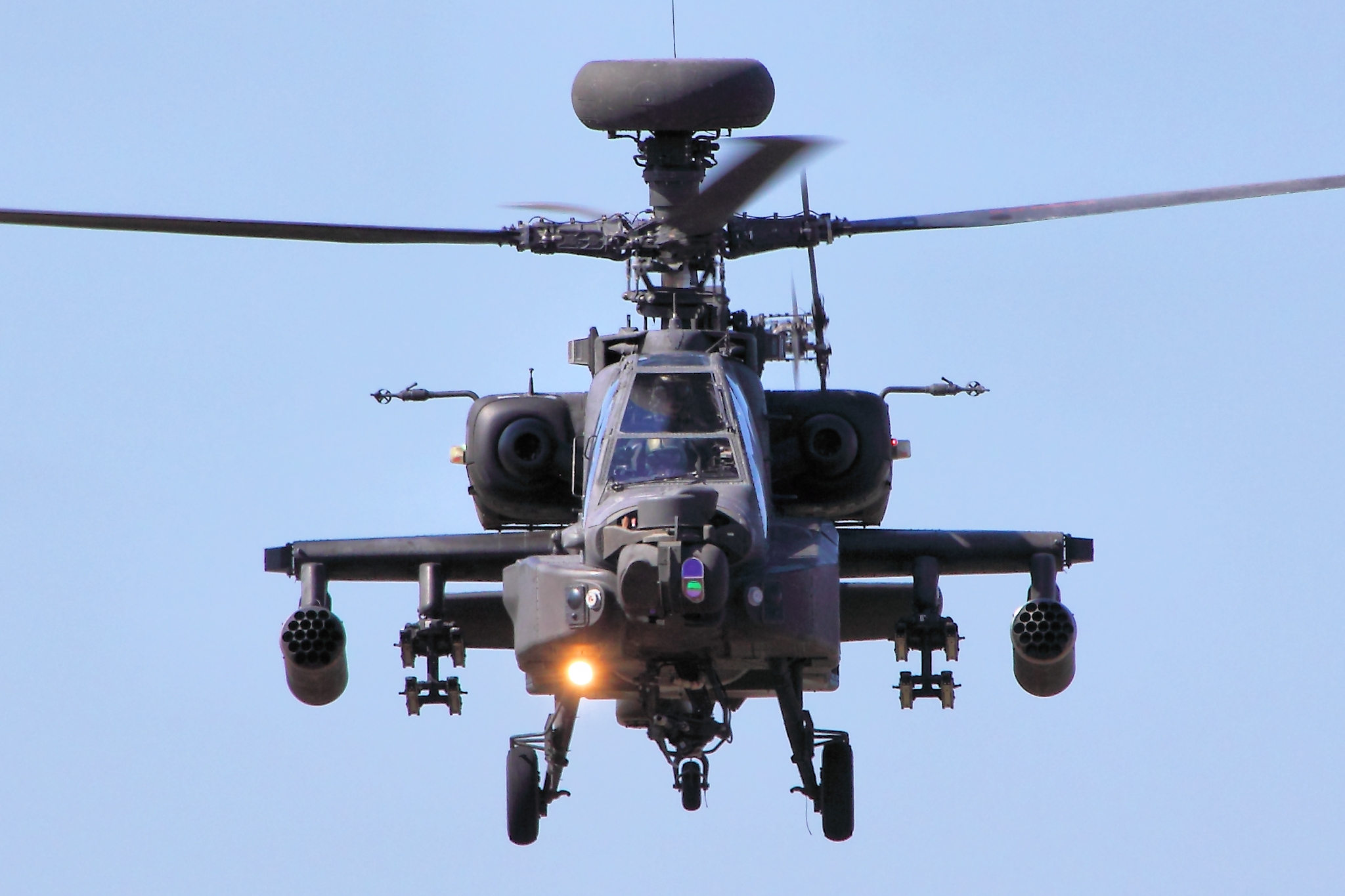
AH-64Dアパッチ・ロングボウ

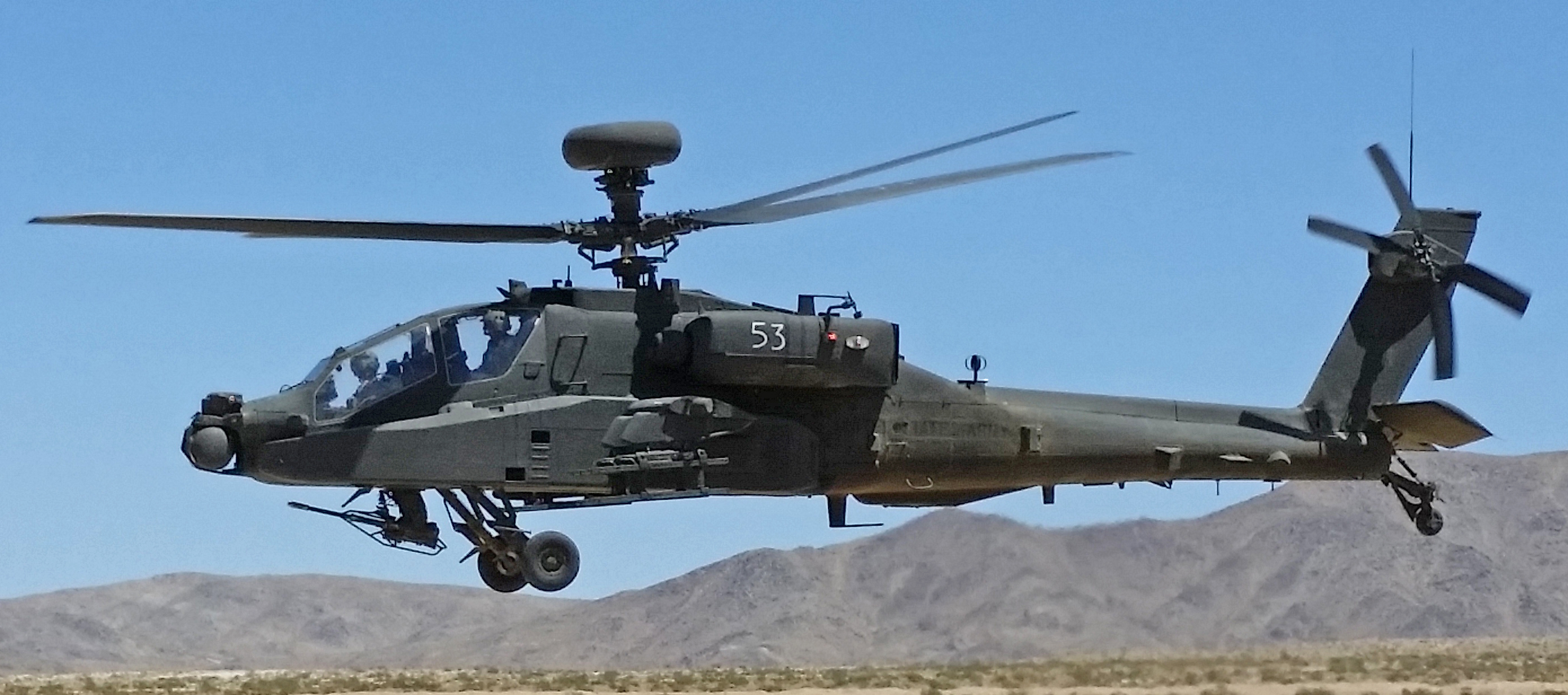
AH-64Eアパッチ・ガーディアン

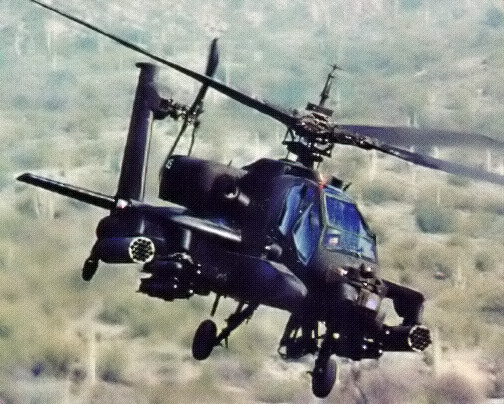
AH-64A
AH-64の初期型。エンジンは、GE T700を2基使用している。
武装はM230 30mmチェーンガン、AGM-114対戦車ミサイル、AIM-92空対空ミサイルとなる。
AH-64B
AH-64Bは、AH-64Aの改造型で、アメリカ海兵隊にAH-1の後継機として提案していたが、製造にはいたらなかった。
計画では、新型ローターの採用、全地球測位システム（GPS）の採用、新型の航法装置、新型の通信機、電子装備類の更新などが予定されていた。湾岸戦争の直後におこなわれ、議会も開発資金を承認したが、AH-64C/Dの開発が始まったため、1992年に中止された。
AH-64C
AH-64Bの開発中止を受けて開発された派生型。低価格販売を進めるため、AH-64Dからミリ波レーダーを取り除いたもの。後に、レーダーの有無に関わらずAH-64Dに名称が統一された。
AH-64D
愛称がアパッチ・ロングボウ（Apache Longbow）に変更された。
AH-64Aから改良点は、グラスコックピット化、エンジンのT700-GE-701Cへの換装、電子装備類の全面的な向上、AN/APG-78ロングボウ・ミリ波レーダーの装備となっている。これにより、従来のミリ波レーダーにはなかった複数の目標点へのロックオン、目標点の危険度評価機能、目標点への対戦車ミサイル発射後の自機の離脱が可能となった。操縦席下部横の電子機器収納部が角ばった形状になった事と、ローター上の円形のレドームが外観上の特徴となっている。ただしオランダ向けのAH-64DNなどロングボウレーダー非装備の機体もある。
イギリス軍向けのWAH-64は、イギリスのウエストランド社が全機生産しており、アメリカ陸軍のAH-64Dとは別のエンジンを採用、システムも一部が異なっている。
AH-64E
愛称はアパッチ・ガーディアン（Apache Guardian）。AH-64D ブロックIIIを改名した最新型。
AH-64Dからの改良点は、エンジンをT700-GE-701Dへ換装、電子装備類の全体的な性能向上、改良型ロングボウミリ波レーダーを装備する。電子機器の性能向上により、ロングボウレーダーの処理効率がさらに上昇した。また、新素材の活用で装甲防御力がD型に比べて15％向上した。単純な装甲防御力だけでなく、内部設計の強化により、機体の武装と耐久力、飛行性能が大幅に向上した。最大の特徴は、革新的な無人機の運用性能である。将来的に長距離ミサイルであるJAGMを装着し、最大3機のAH-6U UAVを使用して非常に強力な火力を運用することができるように開発された機種である。 AH-6U UAVを統合することにより、AH-6Uが装着できるヘルファイア4発×3機=12発の火力を追加で確保する。米軍とボーイングはこの機体がRAH-66に比べて、ステルス能力を除くすべての性能を圧倒したと発表した。 F型の製作キャンセルにより、事実上最後のアパッチであり完成形として評価される。
同機は2012年8月に、国防調達会議が全規模量産を承認した。
2018年3月、アメリカ陸軍ではメインブレードをローターヘッドに固定する部品の耐久性に深刻な問題が生じたため、問題が解決されない限りボーイングからの調達を中止すると発表した。
AH-64F
構想中の派生型, 開発キャンセル。

## 採用

AH-64（D型以降含む）の採用国（赤）
採用計画があるものは緑

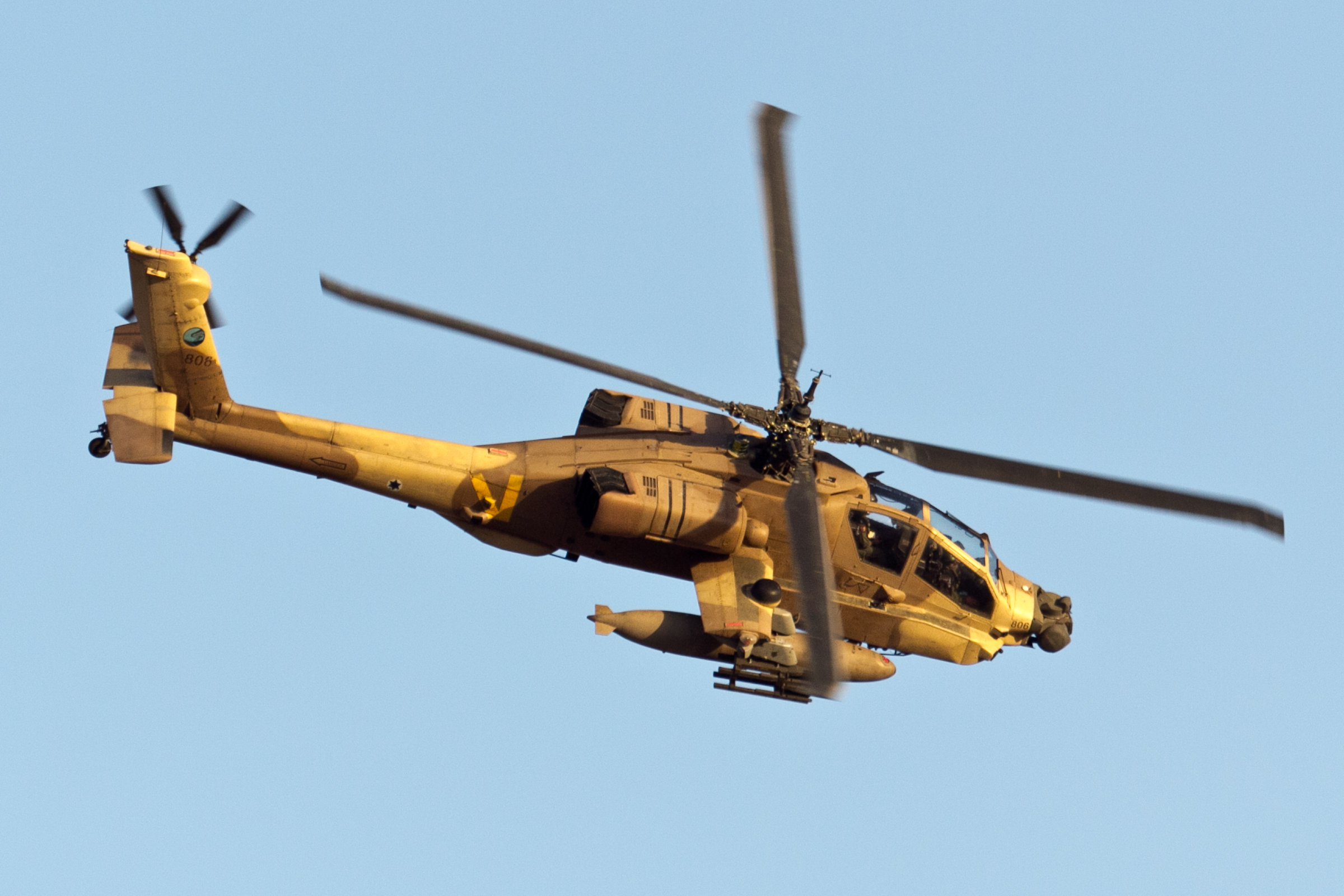
イスラエル航空宇宙軍のAH-64A。独自改修が施されている。

D型以降の採用国については、AH-64D アパッチ・ロングボウ#採用国を参照
 アメリカ合衆国（陸軍）
2005年の時点で104機のAH-64Aを保有するが、これは調達したA型の多くがAH-64Dに改修・改造されたため。A/D型を含めた総数は743機。
 アラブ首長国連邦（空軍）
30機を保有。現在は全機AH-64Dに改修されている。
 イスラエル（空軍）
37機のAH-64を運用。コブラを意味する「Peten」の愛称がある。
1990年より第113飛行隊にて運用を開始し、1995年からは第190飛行隊での運用も始まった。
2005年に第113飛行隊が新規調達されたAH-64Dの運用部隊に改編され、これ以降は第190飛行隊でのAH-64Aの集中運用が行われている。
イスラエル空軍のAH-64は導入されて間もなくヒズボラへの攻撃に投入された。以来レバノン侵攻やガザ紛争などに積極的に投入され大きな戦果を挙げており、警告を無視した軽飛行機やUAVの撃墜も記録している。一方で民間人への被害を出したことも多く、オバマ政権によって一部の追加発注分やヘルファイアミサイルの輸出停止処置を受けている。
尚、イスラエル空軍は保有するAH-64A、AH-64Dのいずれにも独自改修を施しているが、保有するAH-64AのAH-64Dへの改修は予算の制約やアメリカ政府の協力を得られなかった関係で断念している。
 エジプト（空軍）
36機を保有するが、現在は全機AH-64Dに改修されている。
 オランダ（空軍）
AH-64DNの配備にあたって、運用の習熟のため12機のAH-64Aを1996年からおよそ5年間リースしていた。
 ギリシャ（陸軍）
20機のAH-64を調達し、12機のAH-64Dと共に運用中。
 サウジアラビア（陸軍）
2005年の時点で12機のAH-64を保有。現在は全機AH-64Dに改修されている。

## 性能・主要諸元
- 主回転翼直径：13.41m
- 胴体幅：3.28m
- 全長 17.7m（回転翼含む）
- 全高 4.9m
- 自重/最大重量 5,165/9,525kg
- 発動機 GE T700 ターボシャフト（1,696shp）×2
- 超過禁止速度 365km/h=M0.30
- 実用上昇高度 6,400m
- 航続距離 1,899km
- 武装
  - M230 30mmチェーンガン×1（固定武装）
  - AGM-114 ヘルファイア
  - AIM-92 or AGM-122 or AIM-9
  - ハイドラ70 FFAR
- 乗員 前席：副操縦士兼射撃手、後席：操縦士（計2名）